# Гребной канал (Санкт-Петербург)
Гребно́й канал — спортивное сооружение в Петроградском районе Санкт-Петербурга на Крестовском острове. Создан в русле реки Винновка, прежде являвшейся коротким протоком в устье Средней Невки.

## История
Гребной канал расположен по руслу реки «Винновка», которая была так назвала в честь праздников, устраиваемых в XVIII веке немцами при немецком трактире, принадлежавшем графу Миниху.
Изначальный проект канала для тренировки гребцов был разработан в 1938 году инженером А. С. Никольским, канал должен был пройти от стадиона имени Кирова до 2-го Елагина моста. Дальнейшим разработкам и осуществлению проекта помешала Великая Отечественная война.
Проект начали реализовывать только в 1958 году, однако в 1960 году прокладка канала была приостановлена. В середине 1960-х постройку канала возобновили, но его длина была сокращена до Бодрова переулка.
В 2008 году в западной части канала была построена база гребного спорта.
Гребной канал полностью поглотил заболоченное русло реки Винновки, некогда разделявшей Крестовский и Бычий острова.
По северному берегу канала проходит набережная Гребного канала.